# Ilarion Felea
Ilarion Felea (n. 21 martie 1903, Valea Bradului, România – d. 18 septembrie 1961, Aiud, regiunea Cluj, România) cunoscut în Biserica Ortodoxă Română drept Sfântul Preot Mucenic Ilarion Felea a fost un preot ortodox român, profesor de teologie la Arad, canonizat ca sfânt de Sfântul Sinod al Bisericii Ortodoxe Române în ședința sa din 11-12 iulie 2024, cu prăznuirea în ziua de 18 septembrie.
Face studii secundare la Liceele „Avram Iancu” din Brad (1914-1920) și „Moise Nicoară” din Arad (1920-1922), apoi studii superioare la Academia Teologică „Andreiană” din Sibiu (1922 - 1926), cu examene de licență (1932) și doctorat (1939) la Facultatea de Teologie din București, Facultatea de Litere și Filozofie din Cluj (absolvent în 1929).
Preot în Valea Brad (1927-1930), în Arad-Sega (1930-1939), unde a ridicat o biserică parohială, apoi la Catedrala Veche din Arad (1939-1958), profesor de Dogmatică și Apologetică la Academia Teologică din Cluj (1937-1938) și la Academia Teologică din Arad (1938-1948), rector (1947-1948), iconom stavrofor (1947).
A fost redactor al foilor „Biserica și Școala” (1939-1945) și „Calea Mântuirii” (5 septembrie 1943 - 3 iunie 1945 și 1 ianuarie - 22 decembrie 1946) din Arad. Arestat și deținut în timpul regimului comunist (6 ianuarie 1949 - 5 ianuarie 1950, septembrie 1958 - 8 septembrie 1961), fiind condamnat la 20 de ani muncă silnică „pentru uneltire contra ordinei sociale” și 20 ani temniță grea pentru „activitate intensă contra clasei muncitoarei și a mișcării revoluționare”.